# Сонька Золотая ручка (фильм, 1914)
«Сонька Золотая ручка» («Приключения знаменитой авантюристки Софьи Блювштейн»; «Софья Исааковна Блювштейн») (1914-1916) — немой художественный фильм в 8 сериях, пользовавшийся огромной популярностью в начале XX века, наиболее яркий представитель авантюрно-приключенческого жанра в русском кино, сыгравший «немалую роль в развитии детективного жанра» в русской кинематографии. Фильм сохранился частично (см. ниже).

## В ролях
- Нина Гофман — Сонька Золотая Ручка
- Борис Светлов — Масальский
- Александр Чаргонин — Долгорукий, главарь шайки «Червонных валетов»
- А. Мичурин — барон К.
- Рутковский — художник
- Ю. Бахмачевская — начальница приюта
- Н. Козлянинова — Леля, дочь Соньки
- Александр Варягин — Бренер
- Пётр Кашевский — Громов, надзиратель
- Васильев — начальник сыскного отделения
- Рокко Эспаньоли — сыскной агент
- Николай Савин — корнет Савин

## Сюжет
1 серия.
Проводив после вечеринки гостей, князь Масальский вышел прогуляться в парк и там спас от бандитов какую-то девушку. Оказалось, что это дочь еврейского торговца Софья Блювштейн. Она влюбилась в князя и стала его подругой. Однако на скачках Масальский проиграл почти всё своё состояние и пытался застрелиться. Чтобы выручить его, Софья украла у своего отца большую сумму, но по доносу отца попала в тюрьму. Здесь она притворилась сумасшедшей и оказалась в психиатрической лечебнице, а оттуда бежала, устроив пожар и переодевшись в платье начальника больницы. Масальский не принял её после тюрьмы и Софья оказалась в большом затруднении. Но вот она встретилась с каким-то коммерсантом и, прикинувшись проституткой, напоила своего клиента и похитив деньги и драгоценности, подожгла квартиру, хотя хозяину погибнуть не дала. Сняв теперь приличную квартиру, Софья затевает новую авантюру: изготовив фальшивое ожерелье, она меняет его в магазине на настоящее. Проходит время, и у Софьи рождается ребёнок от Масальского. Она счастлива, но понимает, что жизнь авантюристки не совместима с воспитанием ребёнка, и потому отдаёт его одинокой и бездетной женщине.
2 серия.
Ловким манёвром вырвавшись из рук нагрянувшей полиции, Сонька Золотая ручка тотчас же принимается за своё обычное дело и совершает кражу в меховом магазине. Известный авантюрист Бренер ловит её на месте преступления, но тут же успокаивает: «Не бойтесь, я вас не выдам». Между ними завязывается знакомство. Сонька и Бренер заключают союз, имеющий целью совершить ряд преступлений. Бренер рисует Соньке грандиозные перспективы мошеннических проделок, сетью которых они вместе опутают мир. На другой день она знакомит его с членами своей шайки. Бренер наедине сообщает ей, что на днях сибирский миллионер золотопромышленник Башарин должен везти на пароходе из Серпухова в Москву несколько слитков золота. Он предлагает план ограбления. Разными путями они приезжают в Серпухов. Сонька является в гостиницу, где остановился Бренер. Он прячет её в сундуке и под видом вещей сдаёт на пароход, получив квитанцию на отправленный груз за № 7411. В трюме парохода Сонька подменяет золотые слитки Башарина кирпичами и снова прячется в свой сундук. Между тем сыскная полиция отдала своим агентам предписание арестовать Бренера как состоящего на замечании преступника. Случайно один из агентов, узнав Бренера по карточке, выслеживает его, следует за ним в Серпухов, замечает его на пароходе и арестовывает. Ящик, в котором находится Сонька, как невостребованный груз сдают на склад пароходной пристани. Оставшись одна в запертом амбаре, Сонька в недоумении и тревоге не знает, что ей делать, но быстро ориентируется. Заметив склад с винами, она откупоривает одну из бутылок, вливает в неё усыпительных капель, и, заслышав, что в амбар идёт сторож, опять залезает в сундук, бросив кулёк с винами на видном месте. Вошедший сторож, заметив торчащую из кулька бутылку, с жадностью набрасывается на неё, моментально выпивает и скоро засыпает крепким сном. Убедившись, что он спит, Сонька переодевается в его костюм, складывает в мешок золотые слитки и уходит.
3 серия.
4 серия.
Избавившись от погони полиции, Сонька живёт по поддельному паспорту в Москве. Случайно она узнает из газеты, что Громов убит подкупленными ею бродягами, а Бренер водворен обратно на каторгу. Сонька торжествует и считает себя уже свободной. Вместе с одним из своих помощников, светским аферистом бароном Таше, Сонька устраивает игорный притон, причем жертв для притона вербует барон, пользуясь своими связями в свете. Таше удается завлечь в притон молодого и неопытного помещика Тобольцева. При помощи шулеров и сообщников Сонька устраивает так, что Тобольцев проигрывает крупную сумму. Он страшно огорчен и обращается за помощью к своей сестре Ольге, приехавшей из деревни с матерью на семейный вечер в дворянский клуб. Сестра обещает заложить свои бриллианты и выручить брата. Тогда же на семейном вечере в дворянском клубе барон Таше замечает необычайной ценности бриллианты сестры Тобольцева и замышляет с помощью Соньки завладеть этими драгоценностями. Они вместе детально разрабатывают план ограбления. Но в это время Ольга успевает заложить бриллианты и план не удается. Преступники задумывают новую авантюру и решают ограбить кассу фабрики Каталова. Сонька поступает на фабрику простой работницей, узнает все порядки и вместе со своими сообщниками грабит кассу, предварительно убив сторожа. Сыскной полиции удается напасть на след преступников. Их арестовывают и отправляют в тюрьму. Нахальству Соньки нет границ. Во время перерыва в зале суда Сонька, в ожидании приговора, обворовывает даже собственного защитника, пораженного необычайной ловкостью авантюристки. Сообщник Соньки, барон Таше, не дремлет и ещё на скамье подсудимых дает знать, что все готово к побегу. В то время, когда Соньку после приговора ведут в тюрьму, барон быстро обгоняет её, давая знать, что настало время побега. Сонька необычайно ловким приемом засыпает конвойным глаза табаком и скрывается вместе с бароном Таше.
5 серия. 
Сбежав от конвоя, Софья попадает в ночлежку. Там её грабят и всё отобранное отдают «вожаку» ночлежки Ивану. Сонька кокетничает с ним, входит в доверие, грабит и, совершив поджог ночлежки, исчезает. Подделав паспорт и став Массальской, Софья поселяется в шикарной квартире и закладывает свои драгоценности еврею-ростовщику. Но ей не везёт — ростовщика вскоре арестовывают и Сонька теряет всё своё богатство. Выследив богатого помещика и переодевшись, чтобы стать похожей на его жену, она похищает фамильные драгоценности. Поменяв паспорт и «превратившись» в княгиню Оболенскую, Сонька садится в поезд, в котором едет сам Ротшильд, задумав ограбить знаменитого банкира. Но сыщик Путилин уже напал на её след. Переодевшись, он под видом Ротшильда проникает в купе Соньки и арестовывает её.
6 серия.
Весь Петроград встревожен загадочным убийством генеральши Медведевой. Преступление было обнаружено горничной, принесшей, по обыкновению, генеральше утренний кофе. Была поднята на ноги вся сыскная полиция. Следствие установило, что убийство произошло от удушения спящей при помощи подушек, и так как железная касса была открыта, то все наводило на мысль об убийстве с целью грабежа. Первым делом арестовали прислугу. Начальнику сыскной полиции Путилину после тщетных розысков убийцы пришла в голову гениальная мысль: привлечь для раскрытия преступления в качестве сыщика Соньку — Золотую ручку, на том основании, что в сложном преступлении преступные натуры легко ориентируются. Мы видим Соньку в новой роли — сыщика. Выговорив себе льготные условия, она приступила к раскрытию этого запутанного дела. С разрешения прокуратуры Сонька осматривает место преступления и обращает внимание на то, что украдены из кассы не деньги, а разные документы. Из допросов прислуги об интимной жизни их госпожи Сонька узнает о связи генеральши с инженером Гжималовским, мужем племянницы генеральши. Применяя свои хитрости, она заводит роман с инженером и вскоре он попадает в расставленные ею любовные сети. В одно из свиданий с Гжималовским Сонька находит компрометирующее его письмо генеральши. Первый шаг сделан. На свидании в кабинете ресторана Сонька оставляет заснувшего от вина инженера, похитив у него связку ключей, и проникает в его квартиру, где и добывает необходимые документы. Среди бумаг она находит завещание Медведевой, по которому все имущество должно перейти к монастырю. Ясно, что убийца не кто иной, как Гжималовский, совершивший преступление с целью уничтожить документы, составленные не в пользу его жены. Гениально проведя сыск по делу, Сонька по пословице: «Как волка ни корми, все в лес глядит», совершает ограбление и, чтобы не навлечь на себя подозрения, сторублевый билет прячет в подушку горничной. На докладе Соньки о блестящем исходе дела об убийстве Медведевой Путилин предлагает Соньке заняться раскрытием совершившейся крупной кражи. И вот Сонька, в сущности настоящая виновница этой кражи, с самым невозмутимым видом ведет дознание. Остроумные комбинации Соньки удаются, в кражу она впутывает совершенно непричастных людей и в конце концов, поработав на «двух фронтах», выходит, по обыкновению, сухой из воды: дебют её в роли сыщика блестяще удался, и крупная кража прошла без последствий.
7 серия.
8 серия.

## Список серий
1-я серия. 19.IX.1914. 5 ч., 1550 м. Сохранилась не полностью: 4 части.

2-я серия. 27.X.1914. 4 ч., 1300 м. Не сохранилась.

3-я серия. 10.I.1915. 4 ч., 1200 м. Не сохранилась.

4-я серия. 8.II.1915. 4 ч., 1200 м. Сохранилась не полностью: 3 части.

5-я серия. 25.IV.1915. 4 ч., 1300 м. Сохранилась не полностью: 1 часть.

6-я серия. 15.VIII.1915. 4 ч., 1200 м. Сохранилась не полностью: 4 части, но некоторые из них фрагментарно.

7-я серия. 1915 год. 4 ч., мтр. неизв. Не сохранилась.

8-я серия. 1916 год. 5 ч., 1300 м. Не сохранилась.

## Художественные особенности
В 4-й серии есть длинный план выхода рабочих с фабрики (средне-крупный план, переходящий в крупный, когда рабочие подходят к камере). Этот редкий в этом периоде «пролетарский» план производит впечатление чисто документального, снятого скрытой камерой.

## Цензура
В 5-й серии исключено изображение паспортного бланка и слова «корнет».

## Критика
«Сонька — золотая ручка» А. Дранкова является первой картиной целой серии лент того же названия. Лента тщательно поставлена. Главная фигура в исполнении молодой талантливой г-жи Гофман получилась яркой и выпуклой. Артистке превосходно дался тип знаменитой авантюристки. Очень удачным вышел студент в исполнении г. Светлова. Несколько шаржирован отец Соньки. Остальной ансамбль очень хорош. Все это, вместе взятое, оставляет цельное впечатление от картины.— «Сине-Фоно», 1914, № 23-24, стр. 19

Фирма продолжает столь понравившиеся публике похождения знаменитой авантюристки. Г-жа Гофман успела совершенно сродниться со своей ролью и ведет её одинаково мастерски во всех необычайных положениях, в которые ей приходится попадать по фантазии авторов сценария (на этот раз графа Амори). В 5-й серии интересны встречи Соньки с корнетом Савиным и знаменитым русским сыщиком Путилиным.— «Сине-Фоно», 1915, № 11-12, стр. 73

## Современная критика
- С. Гинзбург, сравнивая фильм с «Фантомасом» Фейада, написал[5]:

Сейчас, сравнивая, например, сохранившиеся обрывки фильма «Сонька — золотая ручка» с «Фантомасом» Фейада, мы, в общем, не можем отдать преимущество знаменитой французской картине. Сюжеты обоих фильмов одинаково нелепы, поступки действующих лиц одинаково плохо мотивированы, режиссёрская работа одинаково дурна. Единственное, что выгодно отличало французскую картину от русской, это то, что она была относительно богаче поставлена.

## Интересные факты
- Дранков, сняв 6 серий фильма, передал права другой фирме. По мнению В. Михайлова, этот поступок «непонятен»: «То ли Дранков почувствовал, что сериал <…> выдыхается и его надобно заканчивать, то ли ему наскучила история со знаменитой авантюристкой и он загорелся идеей нового „гигантского“ (иных у него не бывало) кинобоевика…».[6]
- Сабинский, назвав картину «мерзкой во всех отношениях», писал, что она «сделалась чуть ли не поговоркой. Если автор приносил сценарий, противоречащий хозяйским вкусам, ему со снисходительной улыбкой возвращали рукопись:

- <…> Нашей публике этим не угодишь. Ей "Соньку" подавай».